# Griffith Pugh
Pour les articles homonymes, voir Pugh.
Lewis Griffith Cresswell Evans Pugh dit Griffith Pugh est un alpiniste et médecin britannique né le 29 octobre 1909 et mort le 22 décembre 1994.
Membre de l'expédition britannique à l'Everest de 1953 qui réalise la première ascension de l'Everest, il est le physiologiste de l'équipe.
Il est connu pour ses recherches sur les effets du froid et de l'altitude sur la physiologie humaine.